# Ушкалой
Ушкалой (рос. Ушкалой) — село у Ітум-Калінському районі Чечні Російської Федерації.
Населення становить 536 осіб (2019). Входить до складу муніципального утворення Ушкалойське сільське поселення.

## Історія
Згідно із законом від 14 липня 2008 року органом місцевого самоврядування є Ушкалойське сільське поселення.

## Населення
| 1990 | 2002 | 2010 | 2012 | 2013 | 2014 | 2015 |
| ---- | ---- | ---- | ---- | ---- | ---- | ---- |
| 304  | ↘243 | ↗361 | ↗371 | ↗372 | ↗378 | ↗386 |
| 2016 | 2017 | 2018 | 2019 |      |      |      |
| ↗406 | ↗535 | ↘532 | ↗536 |      |      |      |